# Крајмбах-Каулбах
Крајмбах-Каулбах (њем. Kreimbach-Kaulbach) општина је у њемачкој савезној држави Рајна-Палатинат. Једно је од 98 општинских средишта округа Кузел. Према процјени из 2010. у општини је живјело 866 становника. Посједује регионалну шифру (AGS) 7336053.

## Географски и демографски подаци
Крајмбах-Каулбах се налази у савезној држави Рајна-Палатинат у округу Кузел. Општина се налази на надморској висини од 220 метара. Површина општине износи 9,0 km². У самом мјесту је, према процјени из 2010. године, живјело 866 становника. Просјечна густина становништва износи 96 становника/km².